# Bishops Lydeard
Bishops Lydeard è un villaggio con status di parrocchia civile nel Taunton Deane, in Inghilterra.